# Falgons
Falgons es una entidad de población española del municipio de Sant Miquel de Campmajor, perteneciente a la provincia de Gerona, en la comunidad autónoma de Cataluña.

## Historia
Hacia mediados del siglo XIX, el lugar, que ya compartía por entonces ayuntamiento con San Miguel de Campmajor, tenía contabilizada una población de 96 habitantes. Aparece descrito en el octavo volumen del Diccionario geográfico-estadístico-histórico de España y sus posesiones de Ultramar de Pascual Madoz de la siguiente manera:

FALGONS: ald. en la prov. y dióc. de Gerona (5 hor.), part. jud. de Olot (5), aud. terr., c. g. de Barcelona (23), forma ayunt. con los pueblos de San Miguel y San Martin de Campmayor del part. de Gerona: sit. al E. y falda de las montañas de Bocacorba, con clima templado y sano. Tiene una igl. parr. (San Jaime) servida por un cura de ingreso; contiguo á ella está el cementerio, y próxima una fuente de buenas aguas de que se surte el vecindario; á corta dist. se halla tambien un ant. cast. de sólida construccion, con una torre en cada uno de sus cuatro ángulos. El térm. confina N. San Miguel de Campmayor (l/2 hora); E. Rocacorba (1 1/2); S. Granollers de Rocacorba (1), y O. Mieras (1/4). El terreno es montuoso, pedregoso y lleno de fragosidades particularmente por la parte de S. en la que son conocidos los collados del Valens y de Volany. Los caminos son locales, y de dificil tránsito. El correo se recibe de Bañolas. prod.: trigo, maiz, habas, mijo, vino, aceite, algunas frutas y con especialidad higos; cria caza de conejos y perdices. pobl.: 19 vec., 96 alm. cap. prod.: 862,000 imp.: 21,550.
(Madoz, 1847, p. 12)

En 2022, la entidad singular de población tenía empadronados 49 habitantes.

## Patrimonio
En el lugar hay un antiguo castillo.